# Your Heart Belongs to Me
„Your Heart Belongs to Me“ (do češtiny přeloženo Tvé srdce patří mně) je popová píseň holandské zpěvačky Hind Laroussi. Jako singl byla vydána dne 14. dubna 2008. Píseň složili Hind Laroussi, Tjeerd van Zanen a Bas van den Heuvel. Text napsali Hind a Tjeerd van Zanen. Bylo to poprvé, kdy Hind přispěla k napsání jedné ze svých písní. Píseň je v rychlejším tempu s rockovými a arabskými vlivy. Text je o chlapci, do kterého se Hind zamilovala před 11 lety.

## Eurovision Song Contest 2008
Píseň reprezentovala Nizozemsko na Eurovision Song Contest 2008 v Bělehradě, v Srbsku. Hind ji zazpívala během 1. semifinále 20. května, 15. pořadí po Arménii (Sirusho s "Qélé, Qélé") a před Finskem (Teräsbetoni s "Missa miehet ratsastaa"). Píseň obdržela 27 bodů a umístila se na 13. místě z 19 semifinalistů, čímž se nekvalifikovala do finále.

## Žebříčky
| Žebříček (2008)     | Nejvyšší pozice |
| ------------------- | --------------- |
| Dutch Singles Chart | 16              |